# Diopsis sulcifrons
Diopsis sulcifrons är en tvåvingeart som beskrevs av Mario Bezzi 1908. Diopsis sulcifrons ingår i släktet Diopsis och familjen Diopsidae. Inga underarter finns listade i Catalogue of Life.